# 中院通秀
中院 通秀（なかのいん みちひで）は、室町時代中期から後期にかけての公卿・歌人。准大臣・中院通淳の長男。初名は通時。官位は従一位・内大臣。十輪院内府と号す。弟に歌人として高名な肖柏がいる。日記『十輪院内府記』の記者として知られる。

## 経歴
以下、『公卿補任』、『尊卑分脈』、『実隆公記』の内容に従って記述する。
- 宝徳2年（1450年）3月29日、参議に任ぜられる[2]。この時、従四位上左中将。ほどなく正四位下に昇叙。
- 宝徳3年（1451年）3月26日、備前権守を兼ねる。
- 享徳2年（1453年）2月、従三位に叙せられる。同年12月29日、権中納言に昇進。
- 康正2年（1461年）3月29日、権中納言を辞した[3]。同年4月9日、正三位に昇叙。
- 寛正3年（1462年）8月28日、権大納言に任ぜられる。
- 寛正4年（1463年）6月27日、権大納言を辞した。
- 寛正5年（1464年）1月13日、権大納言に還任[4]。同月16日には節会の内弁を勤めた。
- 寛正6年（1465年）1月5日、従二位に昇叙。同年6月5日に権大納言を辞すが、8日には権大納言に還任。
- 文明元年（1469年）9月26日、正二位に昇叙。
- 文明8年（1476年）3月21日、権大納言を辞した。
- 文明11年（1479年）10月5日、権大納言に還任。
- 文明13年（1481年）1月7日[5]、従一位に叙され同日に権大納言を辞した[6]。
- 文明17年（1485年）3月25日、内大臣に任ぜられるが27日には内大臣を辞した[7]。
- 長享2年（1488年）6月2日、出家。法名は妙益。
- 明応3年（1494年）6月22日、薨去。享年67。

## 歌人としての通秀
『実隆公記』を見ると、通秀は歌人として実隆や宗祇らと共に歌会に参加している様子が窺える。
文明15年（1483年）10月には足利将軍家から和歌打聞について打診があった。通秀は実隆らとかねてから盛んに歌会や和漢御会を催して参加していたので、以後も実隆らと歌会や和漢御会に参加していくのである。

## 中院家久しぶりの内大臣
中院通顕以来、通冬、通氏、通守、通淳と4代にわたって内大臣に昇ることができなかったが、通秀は中院家としては久しぶりに内大臣に昇ることができた。『実隆公記』によれば、文明17年（1485年）3月16日に行われた扇合わせの歌会に通秀も参加予定であったが、腫物の病のため不参加で扇を寄し兆子等の計らいをしたとある。そして同月25日、通秀が望んだ内大臣に任ずるよう消息をもって宣下があった。続けて同月27日、内大臣を辞した。
内大臣を辞した通秀は、文明17年（1485年）4月7日に御所で行われた和漢御会に出席しているので、この頃には病が癒えて歌会などに参加できるようになったと考えられる。

## 『園太暦』の買取
『十輪院内府記』によれば、洞院公賢の日記『園太暦』約125巻を公賢5代の末孫である洞院公数から約1000疋で入手したことがわかる。

## 系譜
- 父：中院通淳（1389-1451）
- 母：中院通敏の娘
- 妻：不詳
  - 女子
- 養子
  - 男子：中院通世 - 久我通博の末子